# Centre commercial Kvartal
Le centre commercial Kvartal (en estonien estonien : Kvartal kaubanduskeskus) est un centre commercial à Tartu en Estonie.

## Présentation
Kvartal est un centre commercial situé au centre-ville de Tartu dans l'îlot urbain bordé par les rues Riia tänav, Turu tänav, Soola tänav et Aleksandri tänav.
La construction de l'îlot urbain a commencé à l'été 2014 et le centre commercial a été inauguré le 21 mai 2016.
Depuis le 1er décembre 2016, l'hôtel V est installé dans le bâtiment Kvartal,.